# Миколаївська селищна рада (Одеська область)
Микола́ївська се́лищна ра́да — орган місцевого самоврядування Миколаївської селищної громади в Березівському районі Одеської області.

## Загальні відомості
Миколаївська селищна рада утворена в 1965 році.
05.02.1965 Указом Президії Верховної Ради Української РСР передано село Копи Миколаївської сільради Миколаївського району передати до складу Доманівського району Миколаївської області з підпорядкуванням села Володимирівській сільській Раді.

## Склад ради
Рада складається з 20 депутатів та голови.
- Голова ради: Рош Світлана Олександрівна
- Секретар ради: Острікова Анжела Костянтинівна

### Керівний склад попередніх скликань
| Прізвище, ім'я, по батькові    | Основні відомості                                                                                 | Дата обрання | Дата звільнення |
| ------------------------------ | ------------------------------------------------------------------------------------------------- | ------------ | --------------- |
| Козаченко Володимир Вікторович | Селищний голова, 1963 року народження, освіта вища, член Соціалістичної партії України            | 26.03.2006   | 31.10.2010      |
| Козаченко Володимир Вікторович | Селищний голова, 1963 року народження, освіта вища, член Партії регіонів                          | 31.10.2010   | 18.09.2011      |
| Пінчук Микола Іванович         | Селищний голова, 1960 року народження, освіта середня спеціальна, член Партії регіонів            | 18.09.2011   | 11.04.2013      |
| Рош Світлана Олександрівна     | Селищний голова, 1970 року народження, освіта вища, член Всеукраїнського об'єднання «Батьківщина» | 26.10.2014   |                 |

Примітка: таблиця складена за даними сайту Верховної Ради України

### Депутати
За результатами місцевих виборів 2010 року депутатами ради стали:

#### За суб'єктами висування
| Суб'єкт висування                    | Кількість обраних депутатів | %  |
| ------------------------------------ | --------------------------- | -- |
| Самовисування                        | 10                          | 50 |
| Партія регіонів                      | 5                           | 25 |
| Народна партія                       | 3                           | 15 |
| Всеукраїнська партія Народної Довіри | 1                           | 5  |
| Соціалістична партія України         | 1                           | 5  |

#### За округами
| № округу                             | Прізвище, ім'я, по батькові    | Дата визнання обраним | Освіта             | Партійна приналежність                        | Відомості про обраного депутата                                        |
| ------------------------------------ | ------------------------------ | --------------------- | ------------------ | --------------------------------------------- | ---------------------------------------------------------------------- |
| Всеукраїнська партія Народної Довіри |                                |                       |                    |                                               |                                                                        |
| 10                                   | Макарський Володимир Юрійович  | 05.11.2010            | вища               | член Всеукраїнської партії Народної Довіри    | Миколаївське відділення «Укертелеком», програміст-інженер              |
| Народна Партія                       |                                |                       |                    |                                               |                                                                        |
| 5                                    | Михайлуца Майя Василівна       | 05.11.2010            | середня спеціальна | член Народної партії                          | район електромереж, технік по рахункам                                 |
| 7                                    | Дерещук Надія Михайлівна       | 05.11.2010            | вища               | член Народної партії                          | смт Миколаївка, РПС, голова                                            |
| 13                                   | Ніколюк Станіслав Іванович     | 05.11.2010            | вища               | член Народної партії                          | Миколаївська загальноосвітня школа, вчитель                            |
| Партія регіонів                      |                                |                       |                    |                                               |                                                                        |
| 1                                    | Сікараш Микола Андрійович      | 05.11.2010            | вища               | член Партії регіонів                          | пенсіонер                                                              |
| 6                                    | Джулай Олена Іванівна          | 05.11.2010            | вища               | член Партії регіонів                          | Миколаївська районна рада, головний бухгалтер                          |
| 9                                    | Острікова Анжела Костянтинівна | 05.11.2010            | середня спеціальна | член Партії регіонів                          | Миколаївська селищна рада, секретар                                    |
| 12                                   | Васільєва Людмила Анатоліївна  | 05.11.2010            | середня спеціальна | член Партії регіонів                          | ЧП «Сонцев», продавець                                                 |
| 20                                   | Шмігельський Дмитро Павлович   | 05.11.2010            | середня            | член Партії регіонів                          | тимчасово не працює                                                    |
| Соціалістична партія України         |                                |                       |                    |                                               |                                                                        |
| 14                                   | Брант Олена Вікторівна         | 05.11.2010            | середня спеціальна | позапартійна                                  | приватний підприємець смт Миколаївка                                   |
| Самовисування                        |                                |                       |                    |                                               |                                                                        |
| 2                                    | Шпачінська Оксана Іванівна     | 05.11.2010            | вища               | позапартійна                                  | ПП «Шпачінський», продавець                                            |
| 3                                    | Будугай Любов Романівна        | 05.11.2010            | вища               | позапартійна                                  | Миколаївська РДА, керівник апарату                                     |
| 4                                    | Гордина Олександр Вікторович   | 05.11.2010            | вища               | позапартійний                                 | Миколаївська РДА, головний спеціаліст                                  |
| 8                                    | Чернилюк Микола Іванович       | 05.11.2010            | вища               | позапартійний                                 | управління праці та соціального захисту населення, головний спеціаліст |
| 11                                   | Щербина Ольга Григоровна       | 05.11.2010            | середня спеціальна | позапартійна                                  | СПД «Щербина О. А.», продавець                                         |
| 15                                   | Басова Наталія Федорівна       | 05.11.2010            | вища               | член Всеукраїнського об'єднання «Батьківщина» | Миколаївський район електромереж, інженер                              |
| 16                                   | Андросюк Людмила Микитівна     | 05.11.2010            | вища               | позапартійна                                  | Миколаївський дошкільний навчальний заклад № 1 «Сонечко», методист     |
| 17                                   | Боровський Ігор Володимирович  | 05.11.2010            | середня спеціальна | позапартійний                                 | приватний підприємець смт Миколаївка                                   |
| 18                                   | Петрухін Микола Іванович       | 05.11.2010            | середня            | позапартійний                                 | пенсіонер                                                              |
| 19                                   | Голобородько Лілія Йосипівна   | 05.11.2010            | вища               | позапартійна                                  | Миколаївська РДА, начальник архівного відділу                          |